# Santaji
Santaji (kinesiska: 三塔集)  är en köping i östra Kina. Den ligger i stadsdistriktet Yingzhou i staden Fuyang i provinsen Anhui, omkring 180 kilometer nordväst om provinshuvudstaden Hefei.